# روبرتو کارترو
 روبرتو کارترو (انگلیسی: Roberto Carretero؛ زاده ۳۰ اوت ۱۹۷۵) یک تنیس‌باز اهل اسپانیا است.